# Бобошино (сельское поселение Березняковское)
Бобошино — деревня в Сергиево-Посадском районе Московской области России, входит в состав сельского поселения Березняковское.

## Население
| 1859 | 1895 | 1905 | 1926 | 2002 | 2006 | 2010 |
| ---- | ---- | ---- | ---- | ---- | ---- | ---- |
| 125  | ↗151 | ↗192 | ↗199 | ↘146 | ↘143 | ↘21  |

## География
Деревня Бобошино расположена на севере Московской области, в юго-восточной части Сергиево-Посадского района, на Московском большом кольце А108, примерно в 61 км к северо-востоку от Московской кольцевой автодороги и 12 км к востоку от станции Сергиев Посад Ярославского направления Московской железной дороги.
В 5 км западнее деревни проходит Ярославское шоссе М8, в 31 км к юго-западу — Московское малое кольцо А107, в 15 км к северу — автодорога Р75 Александров — Владимир, в 21 км к югу — Фряновское шоссе Р110. В 2,5 км западнее находится озеро Торбеевское.
К деревне приписано два садоводческих товарищества (СНТ). Ближайшие сельские населённые пункты — посёлок Листвянка, деревни Слабнево и Слотино.

## История
В «Списке населённых мест» 1862 года — казённая деревня 1-го стана Александровского уезда Владимирской губернии по правую сторону Троицкого торгового тракта из города Алексадрова в Сергиевский посад Московской губернии, в 28 верстах от уездного города и становой квартиры, при овраге Озанове, с 22 дворами и 125 жителями (60 мужчин, 65 женщин).
По данным на 1895 год — деревня Ботовской волости Александровского уезда с 151 жителем (71 мужчина, 80 женщин). Основными промыслами населения являлись хлебопашество, выработка бумажных тканей и размотка шёлка, 7 человек уезжали в качестве фабричных рабочих на отхожий промысел в Сергиев посад.
По материалам Всесоюзной переписи населения 1926 года — деревня Воронинского сельсовета Шараповской волости Сергиевского уезда Московской губернии в 9,6 км от Ярославского шоссе и станции Сергиево Северной железной дороги; проживало 199 жителей (101 мужчина, 98 женщин), насчитывалось 32 крестьянских хозяйства.
С 1929 года — населённый пункт Московской области в составе:
- Сменовского сельсовета Сергиевского района (1929—1930)[13],
- Сменовского сельсовета Загорского района (1930—1939)[14],
- Березняковского сельсовета Загорского района (1939—1963, 1965—1991)[14][15][16],
- Березняковского сельсовета Мытищинского укрупнённого сельского района (1963—1965)[15],
- Березняковского сельсовета Сергиево-Посадского района (1991—1994)[16],
- Березняковского сельского округа Сергиево-Посадского района (1994—2006)[17],
- сельского поселения Березняковское Сергиево-Посадского района (2006 — н. в.)[18][19].